# Cyrtodactylus urbanus
Cyrtodactylus urbanus — вид ящірок з родини геконових (Gekkonidae). Описаний у 2020 році.

## Поширення
Ендемік Індії. Відомий лише у типовому місцезнаходженні — місто Ґувахаті в штаті Ассам на сході країни. Виявлений у міському середовищі, на що вказує видова назва С. urbanus.

## Опис
Гекон завдовжки 65-75 мм. Забарвлення темно-сіре з візерунком з 6–7 поздовжніх рядів невиразних поперечних блідих плям, окреслених світлими ребрами та світлою серединною лінією на спині. Хвіст з чергуванням темних і світлих смуг.